# Discografia dei Tool
La discografia dei Tool, gruppo musicale progressive metal statunitense, è composta da cinque album in studio, una raccolta, un EP e nove singoli, a cui si sommano altrettanti video musicali.
Il gruppo venne fondato nel 1990 per iniziativa del cantante Maynard James Keenan e del chitarrista Adam Jones, a cui si aggiunsero poco tempo dopo il batterista Danny Carey e il bassista Paul D'Amour. Dopo aver pubblicato nel 1991 il demo 72826, il gruppo ottenne un contratto discografico con la Zoo Entertainment e incisero l'EP di debutto Opiate, uscito nel marzo 1992. A seguire, uscì nell'aprile 1993 l'album di debutto Undertow, che ottenne un buon successo in madrepatria, venendo in seguito certificato doppio disco di platino dalla Recording Industry Association of America.
Nel 1995, durante le sessioni di registrazione del secondo album in studio, avvenne l'unico cambiamento di formazione nella carriera dei Tool che vide l'ingresso di Justin Chancellor al posto di D'Amour. Il secondo album, intitolato Ænima, uscì nell'ottobre 1996 e ottenne un maggior successo rispetto all'esordio di tre anni prima, divenendo tre volte disco di platino in madrepatria; il brano omonimo, inoltre, vinse un Grammy Award alla miglior interpretazione metal nel 1998.
Dopo una pausa di qualche anno, i Tool ritornarono sulle scene musicali con il terzo album Lateralus, uscito nel maggio 2001. L'album raggiunse la vetta della Billboard 200 statunitense e fu certificato doppio disco di platino dalla RIAA. Anche il primo singolo Schism ebbe un buon successo, vincendo un Grammy Award alla miglior interpretazione metal nel 2002. Il quarto album 10,000 Days venne pubblicato nel maggio 2006 e debuttò in cima alla Billboard 200, vincendo in seguito un Grammy Award al miglior packaging.
Il 30 agosto 2019 è stato pubblicato il quinto album Fear Inoculum, il primo dopo oltre tredici anni.

## Album

### Album in studio
| Anno                                                                          | Titolo | Classifiche | Classifiche | Classifiche | Classifiche | Classifiche | Classifiche | Classifiche | Classifiche | Classifiche | Classifiche | Classifiche | Certificazioni                                                                        |
| Anno                                                                          | Titolo | USA         | AUS         | CAN         | FRA         | GER         | ITA         | NLD         | NZL         | SWE         | SWI         | UK          | Certificazioni                                                                        |
| ----------------------------------------------------------------------------- | --- | ----------- | ----------- | ----------- | ----------- | ----------- | ----------- | ----------- | ----------- | ----------- | ----------- | ----------- | ------------------------------------------------------------------------------------- |
| 1993                                                                          | Undertow - Pubblicato: 6 aprile 1993 - Etichetta: Zoo Entertainment - Formati: CD, MC, LP, download digitale, streaming            | 19          | 21          | 32          | —           | —           | —           | 89          | 17          | —           | —           | —           | - AUS: Platino - CAN: Platino - NZL: Oro - UK: Argento - USA: Platino (2)             |
| 1996                                                                          | Ænima - Pubblicato: 1º ottobre 1996 - Etichetta: Zoo Entertainment - Formati: CD, MC, LP, download digitale, streaming             | 2           | 6           | 13          | —           | 75          | —           | 75          | 1           | 53          | 79          | 108         | - AUS: Platino (3) - CAN: Platino - NZL: Oro - UK: Oro - USA: Platino (3)             |
| 2001                                                                          | Lateralus - Pubblicato: 15 maggio 2001 - Etichetta: Volcano, Tool Dissectional - Formati: CD, MC, LP, download digitale, streaming | 1           | 1           | 1           | 21          | 5           | 22          | 7           | 2           | 8           | 31          | 16          | - AUS: Platino (2) - CAN: Platino (2) - NZL: Platino (2) - UK: Oro - USA: Platino (2) |
| 2006                                                                          | 10,000 Days - Pubblicato: 28 aprile 2006 - Etichetta: Volcano, Tool Dissectional - Formati: CD, MC, download digitale, streaming   | 1           | 1           | 1           | 7           | 2           | 4           | 1           | 1           | 2           | 3           | 4           | - AUS: Platino - CAN: Platino - GER: Oro - NZL: Platino (2) - UK: Oro - USA: Platino  |
| 2019                                                                          | Fear Inoculum - Pubblicato: 30 agosto 2019 - Etichetta: Tool Dissectional, RCA - Formati: CD, download digitale, streaming         | 1           | 1           | 1           | 9           | 2           | 2           | 3           | 1           | 7           | 2           | 4           | - USA: Oro                                                                            |
| "—" indica una pubblicazione non classificata o non pubblicata in quel paese. | |             |             |             |             |             |             |             |             |             |             |             |                                                                                       |

### Raccolte
| Anno | Titolo                                                                                                  | Classifiche | Classifiche |
| Anno | Titolo                                                                                                  | USA         | AUS         |
| ---- | --- | ----------- | ----------- |
| 2000 | Salival - Pubblicato: 12 dicembre 2000 - Etichetta: Volcano, Tool Dissectional - Format: CD+VHS, CD+DVD | 38          | 29          |

## Extended play
| Anno | Titolo                                                                                                   | Classifiche | Classifiche | Classifiche | Classifiche | Certificazioni                |
| Anno | Titolo                                                                                                   | USA         | AUS         | CAN         | SWI         | Certificazioni                |
| ---- | --- | ----------- | ----------- | ----------- | ----------- | ----------------------------- |
| 1992 | Opiate - Pubblicato: 10 marzo 1992 - Etichetta: Zoo - Formati: CD, MC, 12", download digitale, streaming | 59          | 43          | 85          | 87          | - AUS: Platino - USA: Platino |

## Demo
| Anno | Titolo                                                                                |
| ---- | ------------------------------------------------------------------------------------- |
| 1991 | 72826 - Pubblicato: 1991 - Etichetta: Toolshed Music - Formati: MC, download digitale |

## Singoli
| Anno                                                                          | Titolo        | Classifiche | Classifiche | Classifiche | Classifiche | Classifiche | Classifiche | Classifiche | Classifiche | Classifiche | Classifiche | Album di provenienza |
| Anno                                                                          | Titolo        | USA         | USA Alt.    | USA Main.   | USA Rock    | CAN         | CAN Rock    | GER         | NLD         | NZL         | UK          | Album di provenienza |
| ----------------------------------------------------------------------------- | ------------- | ----------- | ----------- | ----------- | ----------- | ----------- | ----------- | ----------- | ----------- | ----------- | ----------- | -------------------- |
| 1993                                                                          | Prison Sex    | —           | —           | 32          | 18          | —           | —           | —           | —           | —           | 81          | Undertow             |
| 1994                                                                          | Sober         | —           | —           | 13          | 3           | —           | —           | —           | —           | —           | —           | Undertow             |
| 1996                                                                          | Stinkfist     | —           | 19          | 17          | 7           | —           | —           | —           | —           | —           | —           | Ænima                |
| 2001                                                                          | Schism        | 67          | 2           | 2           | 5           | —           | —           | —           | 56          | —           | —           | Lateralus            |
| 2002                                                                          | Parabola      | —           | 31          | 10          | 14          | —           | —           | —           | 54          | —           | —           | Lateralus            |
| 2006                                                                          | Vicarious     | 115         | 2           | 2           | 11          | —           | 15          | 71          | —           | —           | —           | 10,000 Days          |
| 2007                                                                          | Jambi         | —           | 23          | 7           | 21          | —           | 41          | —           | —           | —           | —           | 10,000 Days          |
| 2019                                                                          | Fear Inoculum | 93          | 30          | 2           | 3           | 76          | 25          | —           | —           | 40          | —           | Fear Inoculum        |
| 2022                                                                          | Opiate²       | —           | —           | —           | —           | —           | —           | —           | —           | —           | —           | /                    |
| "—" indica una pubblicazione non classificata o non pubblicata in quel paese. |               |             |             |             |             |             |             |             |             |             |             |                      |

## Altri brani entrati in classifica
| Anno                                                                          | Titolo                 | Classifiche | Classifiche | Classifiche | Classifiche | Album di provenienza |
| Anno                                                                          | Titolo                 | USA Alt.    | USA Main.   | USA Rock    | CAN Rock    | Album di provenienza |
| ----------------------------------------------------------------------------- | ---------------------- | ----------- | ----------- | ----------- | ----------- | -------------------- |
| 1996                                                                          | Eulogy                 | —           | —           | 22          | —           | Ænima                |
| 1996                                                                          | H.                     | —           | 23          | —           | —           | Ænima                |
| 1996                                                                          | Forty Six & 2          | —           | 22          | 6           | —           | Ænima                |
| 1996                                                                          | Ænema                  | —           | 25          | 9           | —           | Ænima                |
| 2001                                                                          | Lateralus              | 18          | 14          | 17          | —           | Lateralus            |
| 2006                                                                          | The Pot                | 5           | 1           | 8           | 19          | 10,000 Days          |
| 2019                                                                          | Pneuma                 | —           | —           | 4           | —           | Fear Inoculum        |
| 2019                                                                          | Litanie contre la Peur | —           | —           | 10          | —           | Fear Inoculum        |
| 2019                                                                          | Invincible             | —           | —           | 5           | —           | Fear Inoculum        |
| 2019                                                                          | Legion Inoculant       | —           | —           | 11          | —           | Fear Inoculum        |
| 2019                                                                          | Descending             | —           | —           | 7           | —           | Fear Inoculum        |
| 2019                                                                          | Culling Voices         | —           | —           | 13          | —           | Fear Inoculum        |
| 2019                                                                          | Chocolate Chip Trip    | —           | —           | 15          | —           | Fear Inoculum        |
| 2019                                                                          | 7empest                | —           | —           | 6           | —           | Fear Inoculum        |
| 2019                                                                          | Mockingbeat            | —           | —           | 23          | —           | Fear Inoculum        |
| "—" indica una pubblicazione non classificata o non pubblicata in quel paese. |                        |             |             |             |             |                      |

## Videografia

### Album video
| Anno | Titolo                                                                                                  | Classifiche | Classifiche | Certificazioni        |
| Anno | Titolo                                                                                                  | USA Video   | JPN DVD     | Certificazioni        |
| ---- | --- | ----------- | ----------- | --------------------- |
| 2000 | Salival - Pubblicato: 12 dicembre 2000 - Etichetta: Volcano, Tool Dissectional - Format: VHS+CD, DVD+CD | 1           | 19          |                       |
| 2005 | Schism - Pubblicato: 20 dicembre 2005 - Etichetta: Volcano - Formati: DVD                               | 12          | 300         | - CAN: Oro - USA: Oro |
| 2005 | Parabola - Pubblicato: 20 dicembre 2005 - Etichetta: Volcano - Formati: DVD                             | 9           | 1           | - CAN: Oro - USA: Oro |
| 2007 | Vicarious - Pubblicato: 18 dicembre 2007 - Etichetta: Volcano - Formati: DVD                            | 8           | 77          | - USA: Platino        |
| 2022 | Opiate² - Pubblicato: 18 marzo 2022 - Etichetta: Tool Dissectional, RCA - Formati: BD                   | —           | —           |                       |

### Video musicali
| Anno | Titolo     | Regista/i              |
| ---- | ---------- | ---------------------- |
| 1992 | Hush       | Ken Andrews            |
| 1993 | Sober      | Adam Jones, Fred Stuhr |
| 1994 | Prison Sex | Adam Jones             |
| 1996 | Stinkfist  | Adam Jones             |
| 1997 | Ænema      | Adam Jones             |
| 2001 | Schism     | Adam Jones             |
| 2002 | Parabola   | Adam Jones             |
| 2007 | Vicarious  | Adam Jones, Alex Grey  |
| 2022 | Opiate²    | Dominic Hailstone      |